# Deutsche Leichtathletik-Meisterschaften 1908
Die 11. Deutschen Leichtathletik-Meisterschaften fanden am 16. August 1908 in Berlin statt. Ausnahmen waren wieder das 100-km-Straßengehen – 18. Juni in Kiel – sowie der Marathonlauf 40 km – 20. Mai in Berlin. Allerdings gehörte der Marathonlauf bis 1924 offiziell nicht zu den Meisterschaftswettbewerben, sondern wurde als „Deutscher Marathonlauf“ unabhängig davon durchgeführt.
Im Wettkampfprogramm gab es gegenüber dem Vorjahr keine Veränderungen.
Bemerkenswert ist, dass Athleten des SC Komet Berlin fünf der acht vergebenen Titel gewannen. Auch von den drei anderen Meistertiteln gingen zwei nach Berlin. Paul Nettelbeck siegte auf der Mittelstrecke über 1500 Meter, nachdem er knapp drei Monate zuvor den „Deutschen Marathonlauf“ über 40 km gewonnen hatte.

## Medaillengewinner
| Disziplin           | Gold                                | Leistung      | Silber                                   | Leistung     | Bronze                                       | Leistung     |
| ------------------- | ----------------------------------- | ------------- | ---------------------------------------- | ------------ | -------------------------------------------- | ------------ |
| 100 m               | Arthur Hoffmann (SC Komet Berlin)   | 11,2 s0       | Willy Kohlmey (Berliner SC)              | 11,3 s0      | Otto Lindemann (ASC Berlin)                  | 11,4 s0      |
| 400 m               | Otto Trieloff (Preußen Duisburg)    | 53,6 s0       | Christian Petersen (SC Victoria Hamburg) |              | Wilhelm Beetz (SC Komet Berlin)              |              |
| 1500 m              | Paul Nettelbeck (SC Charlottenburg) | 4:22,8 min    | Fritz Rath (Eintracht Hannover)          | 4:26,2 min   | Anton Borrenkott (FK Union Düsseldorf)       | 4:28,0 min   |
| Marathon 40 km      | Paul Nettelbeck (SC Charlottenburg) | 3:10:00 h000  | Adolf Reiche (ASC Marathon Berlin)       | 3:26:00 h000 | Louis Bouser (ASC Marathon Berlin)           | 3:28:00 h000 |
| 110 m Hürden        | Karl Weitling (Berliner SC)         | 18,4 s0       | Paul Martin (Charlottenburger SC 1902)   | 19,0 s0      | Arthur Schmidt (SC Westen 05 Charlottenburg) | 19,2 s0      |
| 100-km-Straßengehen | Ernst Seiffert (SC Komet Berlin)    | 11:16:28,0 h0 | Wilhelm Galm (BSC 1899 Offenbach)        | 11:24:05 h00 | Adolf Reiche (ASC Marathon Berlin)           | 11:32:07 h00 |
| Hochsprung          | Otto Buchmann (SC Komet Berlin)     | 1,71 m        | Ewald Wirminghaus (Essener SV 1899)      | 1,70 m       | Albert Weinstein (Sportfreunde Halle)        | 1,665 m      |
| Weitsprung          | Arthur Hoffmann (SC Komet Berlin)   | 6,42 m        | Albert Weinstein (Sportfreunde Halle)    | 6,36 m       | Karl Baum (Burgund Berlin)                   | 6,08 m       |
| Diskuswurf          | Emil Welz (SC Komet Berlin)         | 36,82 m       | Ivar Ryberg (SC Germania Hamburg)        | 32,64 m      | Ewald Wirminghaus (Essener SV 1899)          | 30,04 m      |